# Autorretrato (Hogarth)
Este Autorretrato del pintor británico William Hogarth con su perro está realizado en óleo sobre lienzo. Mide 90,2 cm de alto y 69,8 cm de ancho. Fue pintado en 1745, encontrándose actualmente en la Tate Gallery, Londres, Reino Unido. 
Este Autorretrato con perrito que toma como modelo el Autorretrato de Murillo conservado en la National Gallery de Londres, se ha convertido en prototipo del retrato rococó. En efecto, lejos de idealizar al modelo, él mismo se presenta de manera cotidiana y nada lisonjera. Aparece como un cuadro, rodeado por un marco oval, dentro del propio cuadro, apoyado sobre unos libros, con la paleta (atributo de su oficio) a la izquierda y el perro a la derecha. En la paleta se ve grabada una línea en forma de «S» y la frase «LINE of BEAUTY and GRACE», esto es, un tema central en Análisis de la belleza, libro que expone la teoría del arte de Hogarth.
El pintor viste prendas caseras. Se pone, además, junto a su perro, aludiendo al parecido o semejanza entre uno y otro. No obstante, al tiempo apoya el cuadro en una serie de libros, destacando de este modo la formación y los gustos literarios del autor: Shakespeare, Milton y Swift.
Hogarth tenía, en la época de este retrato, 48 años. 